# 短尾鼩
短尾鼩（学名：Anourosorex squamipes）为鼩鼱科短尾鼩属的动物。分布于台湾岛以及中国大陆的陕西、贵州、云南、甘肃、四川、湖北等地，常见于山地森林以及草灌丛。该物种的模式产地在四川宝兴。

## 亚种
- 短尾鼩指名亚种（学名：Anourosorex squamipes squamipes），Milne-Edwards于1870年命名。在中国大陆，分布于陕西、贵州、云南、甘肃、四川、湖北等地。该物种的模式产地在四川宝兴。[2]
- 短尾鼩台湾亚种（学名：Anourosorex squamipes yamashinai），Kuroda于1935年命名。分布于台湾岛等地。该物种的模式产地在台湾北部。[3]